# Faton Trstena
Faton Trstena (Karlstad, 16 juli 1993) is een Zweeds voetballer die als aanvaller voor onder andere Fortuna Sittard speelde.

## Carrière
Faton Trstena speelde in de jeugd van Ramslösa FF, Råå IF, Helsingborgs IF en Högaborgs BK. In 2011 sloot hij na een proefperiode aan bij Fortuna Sittard. Hier debuteerde hij op de eerste speeldag van het seizoen 2011/12, in de met 1-0 verloren uitwedstrijd tegen Sparta Rotterdam. Hij kwam in de 69e minuut in het veld voor Marc Wagemakers. Na deze invalbeurt kwam hij niet meer in actie voor Fortuna, en vertrok na één seizoen naar Ramslösa FF. Hierna speelde hij nog voor Råå IF, Nybergsund IL-Trysil, FC Helsingør en Lunds BK in de lagere divisies van Zweden, Noorwegen en Denemarken.

### Statistieken
| Seizoen                    | Club            | Land           | Competitie     | Competitie | Competitie | Beker | Beker | Totaal | Totaal |
| Seizoen                    | Club            | Land           | Competitie     | Wed.       | Dlp.       | Wed.  | Dlp.  | Wed.   | Dlp.   |
| -------------------------- | --------------- | -------------- | -------------- | ---------- | ---------- | ----- | ----- | ------ | ------ |
| 2011                       | Högaborgs BK    | Zweden         | Division 2     | 2          | 0          | 0     | 0     | 2      | 0      |
| 2011/12                    | Fortuna Sittard | Nederland      | Eerste divisie | 1          | 0          | 0     | 0     | 1      | 0      |
| 2012                       | Ramslösa FF     | Zweden         | Division 2     | 11         | 1          | 1     | 0     | 12     | 1      |
| 2013                       | Råå IF          | Zweden         | Division 3     | 19         | 17         | 0     | 0     | 19     | 17     |
| 2014/15                    | FC Helsingør    | Denemarken     | 2. Division    | 0          | 0          | 0     | 0     | 0      | 0      |
| 2015                       | Lunds BK        | Zweden         | Division 1     | 12         | 2          | 0     | 0     | 12     | 2      |
| Carrièretotaal             | Carrièretotaal  | Carrièretotaal | Carrièretotaal | 45         | 20         | 1     | 0     | 45     | 20     |
| Bijgewerkt op 1 april 2018 |                 |                |                |            |            |       |       |        |        |